# Бранко Бјелић
Бранко Бјелић (Жабаљ, 28. новембар 1948) редовни је професор Универзитета у Новом Саду. Аутор је бројне економске научне литературе.
Докторирао је 1985. дисертацијом „Међусобна условљеност привредног раста и запослености — регионална и секторска анализа на примеру Југославије“. Исте године изабран је за доцента. Изабран је 1990. за ванредног, а 1995. за редовног професора Универзитета у Новом Саду за предмет Политичка економија I. Предаје на Економском факултету, Природно математичком факултету и Правном факултету у Новом Саду.
Живи у Новом Саду, има супругу и двоје деце.